# Pueraria lobata
Пуера́рія япо́нська (Pueraria montana var. lobata); яп. 葛, クズ, МФА: [kud͡zu]) — вид багаторічної рослини роду пуерарій родини бобових. Поширена в Японії та інших країнах Східної Азії. Інші назви — пуерарія лопатева, пуерарія шорстка (Pueraria hirsuta). В Європейському Союзі включено до офіційного переліку чужорідних інвазійних видів.

## Вигляд
Має вигляд ліани з дерев'янистими опушеними стеблами до 12 см у діаметрі і 1—3 м завдовжки. Листки трійчасті. Листочки 14—20 см завдовжки, на довгих опушених черешках; бокові — округлі, верхівкові — ромбічні. Квітки зигоморфні, фіалково-рожеві, в багатоквіткових пазушних китицях. Плід — біб. Цвіте у липні — жовтні.

## Ареал
Природний ареал — країни Східної Азії: Японія, Корея, Китай, Приморський край РФ. Інвазійний вид — Кавказ, Крим, США. В Європейському Союзі включено до офіційного переліку чужорідних інвазійних видів.

## Використання
Пуерарію використовують в харчовій промисловості, медицині, текстильний промисловості. З кореня видобувають крохмаль, вуглеводи діадзин і діадзеїн, кумарини. З листків і бутонів — флавоноїди, аспарагін, аденін, масляну і глютамінову кислоти. З насіння — алкалоїди, гістидин, кемпферол і крохмаль (до 40 %).
У китайській традиційній медицині пуерарію використовують як потогінний, протигарячковий і протипростудний засіб.
В японській кухні з крохмалю пуерарії виготовляють так званий японський аррорут.

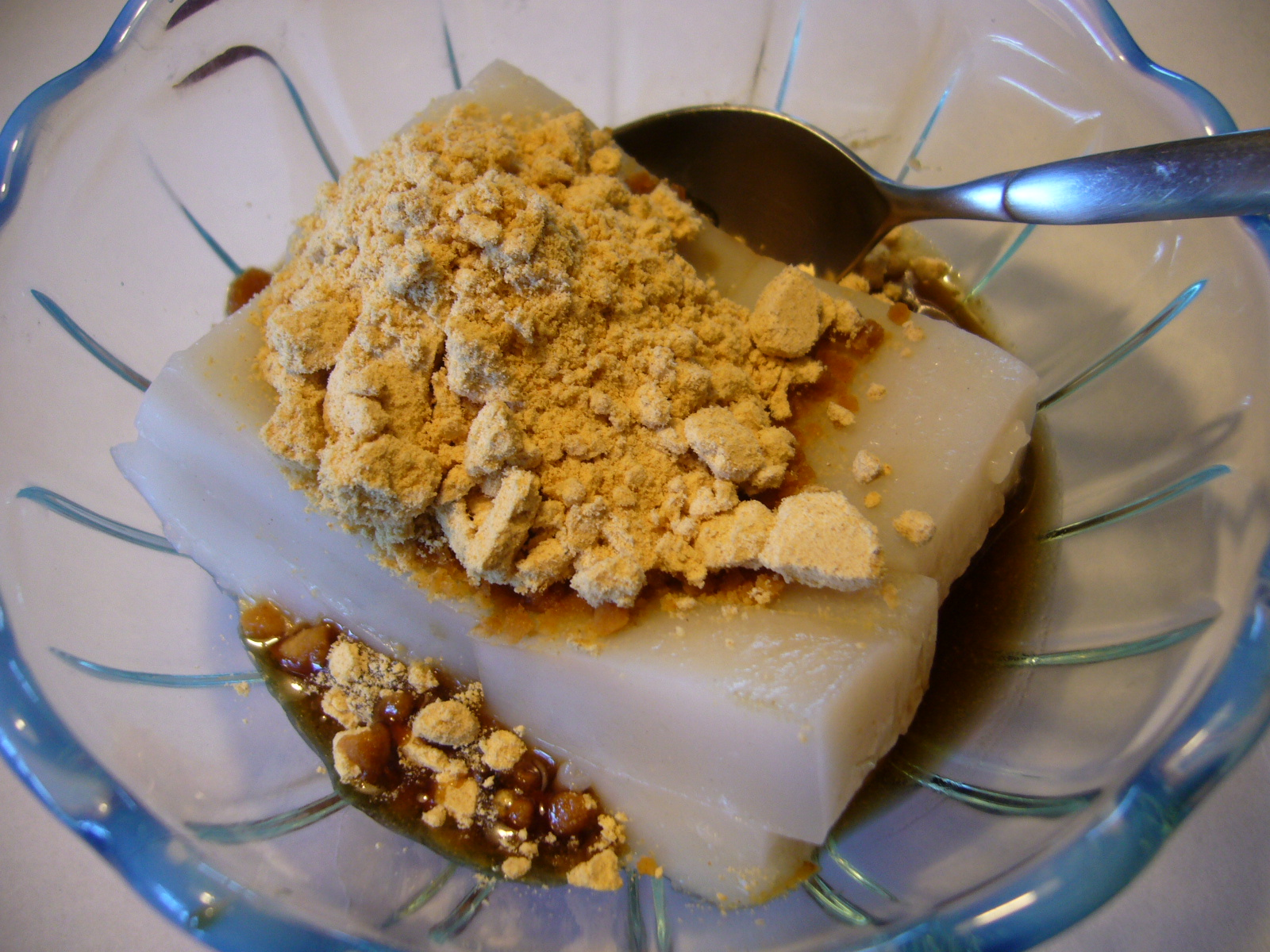
Крохмаль пуерарії
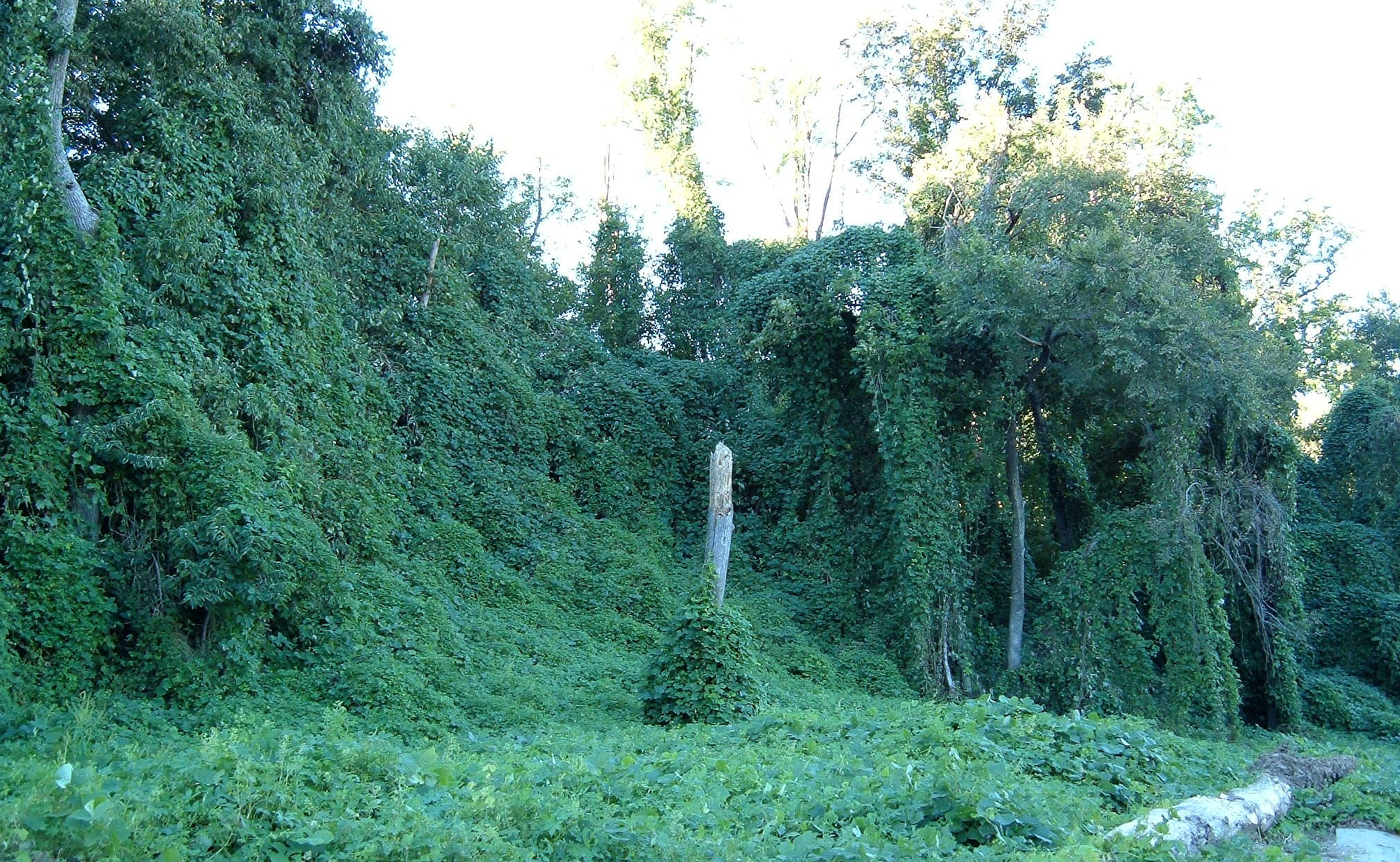
Зарості пуерарії
Ширма з пуерарією